# انرژی بادی در فرانسه

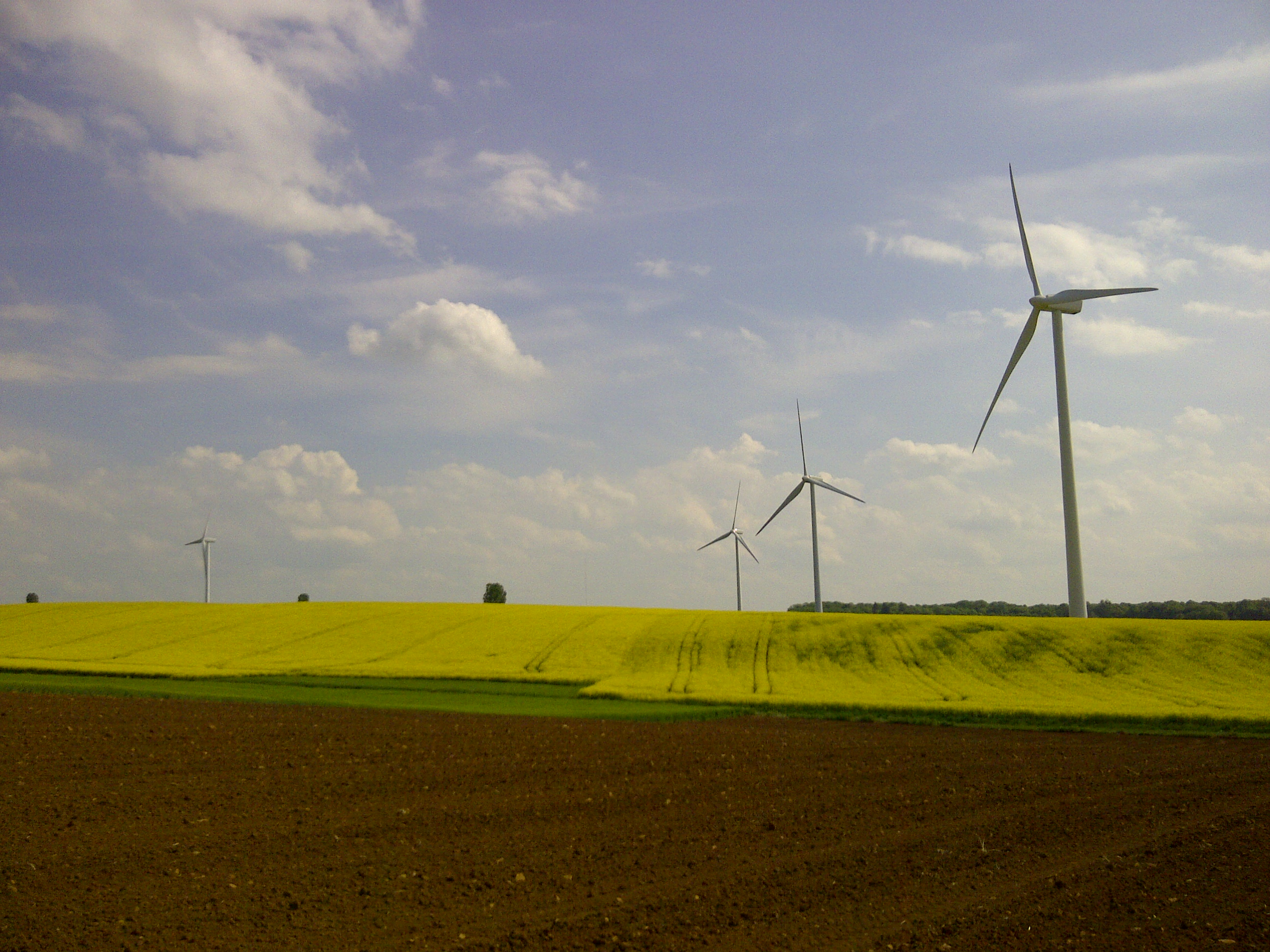
توربین‌های بادی در شامپاین-آردن.

فرانسه در سال ۲۰۲۱، به مجموع ۱۸۶۷۶ مگاوات (MW) ظرفیت نصب شده نیروگاه بادی رسید که در آن زمان به عنوان هفتمین کشور بزرگ جهان از نظر ظرفیت نصب شده، پس از بریتانیا و برزیل و بالاتر از کانادا و ایتالیا قرار گرفت.
بر اساس گزارش آژانس بین‌المللی انرژی در سال ۲۰۱۵، تولید انرژی سالانه از باد برابر ۲۰٫۲ تراوات ساعت بود که ۲۳ درصد از ۸۸٫۴ تراوات ساعت انرژی کسب شده از منابع تجدیدپذیر در آن سال است. این در حالی است که انرژی بادی، ۴٫۳ درصد از تقاضای برق این کشور را در سال ۲۰۱۵ تأمین کرده بود.

فرانسه دومین کشور از نظر پتانسیل جذب انرژی از باد در اروپا است. پتانسیل بزرگ انرژی بادی این کشور به دلیل مساحت بزرگ و چشم‌اندازهای وسیع کشاورزی در آن است که امکان می‌دهد توربین‌های بادی به راحتی در آن قرار گیرند؛ ضمن این که دسترسی به منابع دریایی نیز در آن قابل‌توجه است.

## جدول زمانی تحولات
- در ابتدای سال ۲۰۰۱، دولت فرانسه برنامه‌ریزی کرد تا ۲۱ درصد از برق مصرفی خود را تا سال ۲۰۱۰ با استفاده از انرژی‌های تجدیدپذیر تولید کند تا با دستورالعمل اروپایی 2001/77/CE در تاریخ ۲۷ سپتامبر ۲۰۰۱ مطابقت داشته باشد. این بدان معناست که فرانسه مجبور به تولید ۱۰۶ تراوات ساعت انرژی تجدیدپذیر در سال ۲۰۱۰ بود که این رقم در سال ۲۰۰۶، ۷۱ تراوات ساعت بوده‌است. نیروی باد ۷۵ درصد از ۳۵ تراوات ساعت تولید شده در سال ۲۰۱۰ را تشکیل می‌دهد.[۴]
- برای اولین بار در سال ۲۰۱۶، ظرفیت نصب شده در طول سال به بالای ۱ گیگاوات رسید.[۵]
- تا پایان سال ۲۰۱۵، مجموع ظرفیت نصب شده در خشکی ۱۰۳۵۸ مگاوات و شامل ۵۹۵۶ توربین بادی بود که میانگین آن کمتر از ۲ مگاوات در هر توربین توان داشت. توربین‌های جدیدتر ممکن است به دنبال توسعه استفاده از نیروی با، د نسبت به دهه‌های گذشته بزرگتر شوند.[۵] مناطق پیشرو در فرانسه در سال ۲۰۱۵ عبارتند از شامپانی-آردن با ظرفیت نصب شده ۱۶۸۲ مگاوات، پیکاردی با ۱۵۰۲ مگاوات، سانتر با ۸۷۲ مگاوات و بروتانی با ۸۳۶ مگاوات.[۵]
- در سال ۲۰۱۶ در حالی که فرانسه در مقایسه با سایر کشورهای اروپایی، نسبت به توسعه انرژی بادی عقب‌تر بود، اما هدف خود را تا سال ۲۰۲۳، افزایش بیش از دو برابری ظرفیت انرژی بادی در خشکی، نسبت به سال ۲۰۱۵ قرار داد. همین‌طور از سال ۲۰۱۸ برای اولین بار، انرژی بادی حاصل از تأسیسات فراساحلی در مدار قرار گرفت که می‌تواند تا سال ۲۰۲۳ به ۱۱٫۱ گیگاوات برق برسد. تحقق این برنامه‌ها به احتمال زیاد باعث می‌شود که فرانسه تا سال ۲۰۲۳ نسبت به اسپانیا در رتبه بالاتری از نظر ظرفیت نصب شده قرار بگیرد.

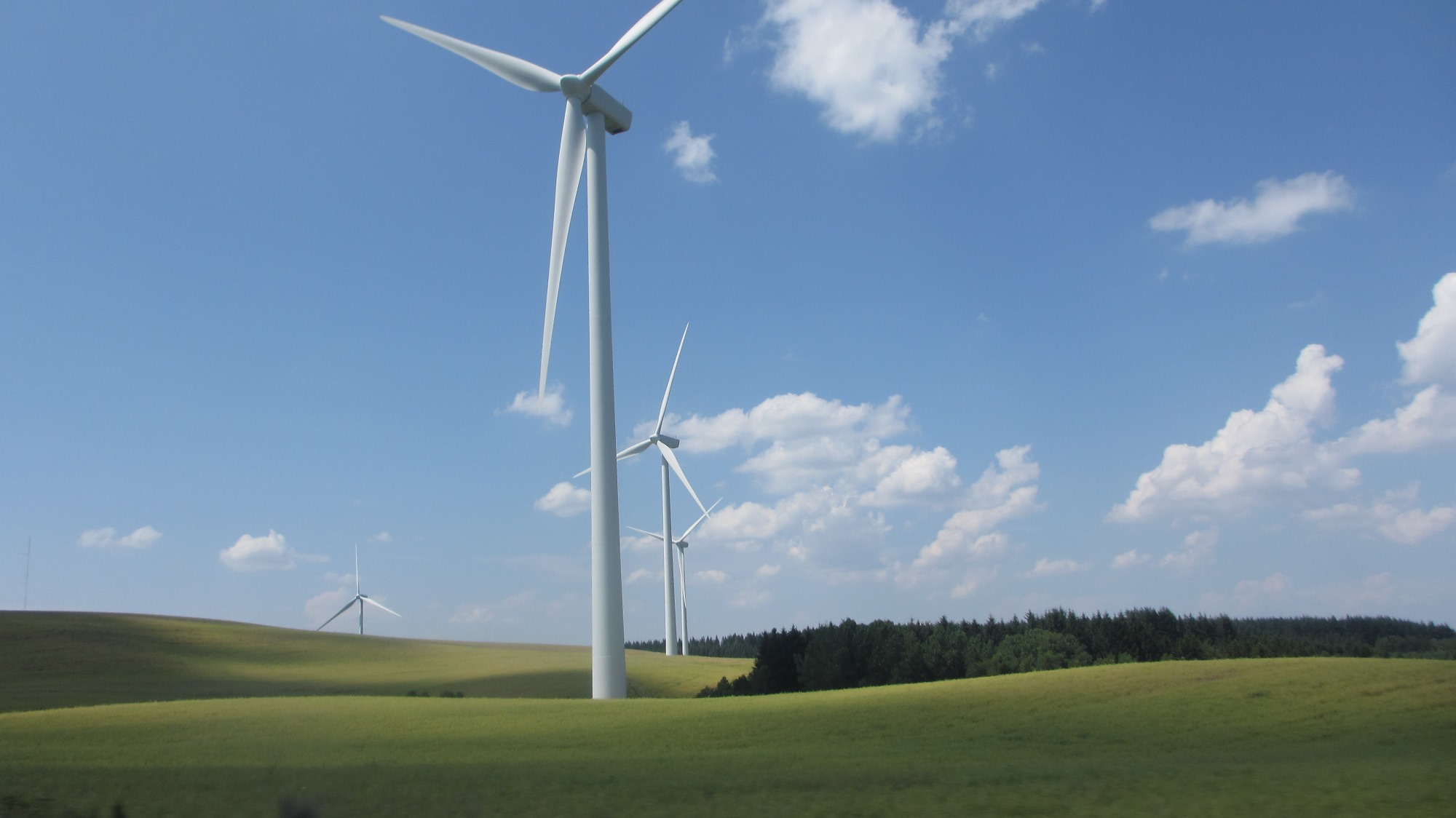
توربین‌های بادی در منطقه آویرون فرانسه

- توربین‌های بادی در منطقه آویرون فرانسهدر سال ۲۰۱۸، فرانسه اولین حراج خود در بازار برق را با ارائه ۵۰۰ مگاوات انرژی بادی از خشکی در ۲۲ پروژه، با قیمت ۶۵٫۴ مگاوات ساعت یورو برگزار کرد.[۶]
- در سال ۲۰۱۹، همان‌طور که در پیش‌نویس طرح انرژی جدید فرانسه (PPE) آمده‌است، امانوئل ماکرون تعهد فرانسه برای اضافه کردن یک گیگاوات انرژی بادی فراساحلی در هر سال، بین سال‌های ۲۰۲۰ تا ۲۰۲۴ را تأیید کرد.[۷]
- در فوریه ۲۰۲۲، امانوئل ماکرون، رئیس‌جمهور فرانسه، اعلام کرد فرانسه باید تا سال ۲۰۵۰، ۵۰ مزرعه بادی فراساحلی با ظرفیت ترکیبی حداقل ۴۰ گیگاوات بسازد.[۸]

## ظرفیت نصب شده
| سال  | نصب شده (MW) | منابع |
| ---- | ------------ | ----- |
| ۲۰۰۲ | ۱۴۸          | [ ۹ ] |
| ۲۰۰۳ | ۲۴۸          | [ ۹ ] |
| ۲۰۰۴ | ۳۹۰          | [ ۵ ] |
| ۲۰۰۵ | ۷۵۷          | [ ۵ ] |
| ۲۰۰۶ | ۱٬۷۱۱        | [ ۵ ] |
| ۲۰۰۷ | ۲٬۴۹۵        | [ ۵ ] |
| ۲۰۰۸ | ۳٬۵۷۷        | [ ۵ ] |
| ۲۰۰۹ | ۴٬۷۱۳        | [ ۵ ] |
| ۲۰۱۰ | ۵٬۹۷۷        | [ ۵ ] |
| ۲۰۱۱ | ۶٬۸۰۹        | [ ۵ ] |
| ۲۰۱۲ | ۷٬۶۱۳        | [ ۵ ] |
| ۲۰۱۳ | ۸٬۵۵۸        | [ ۵ ] |
| ۲۰۱۴ | ۹٬۲۸۵        | [ ۵ ] |

| سال  | نصب شده (MW) | منابع  |
| ---- | ------------ | ------ |
| ۲۰۱۵ | ۱۰٬۳۵۸       | [ ۵ ]  |
| ۲۰۱۶ | ۱۲٬۰۶۶       | [ ۵ ]  |
| ۲۰۱۷ | ۱۳٬۵۱۲       | [ ۵ ]  |
| ۲۰۱۸ | ۱۵٬۱۰۸       | [ ۵ ]  |
| ۲۰۱۹ | ۱۶٬۲۶۰       | [ ۵ ]  |
| ۲۰۲۰ | ۱۷٬۳۸۲       | [ ۱۰ ] |
| ۲۰۲۱ | ۱۸٬۶۷۶       | [ ۱ ]  |
| ۲۰۲۲ | ۱۹٬۵۲۴       | [ ۱۱ ] |